# Струве, Отто Людвигович
О́тто Лю́двигович Стру́ве (12 августа 1897, Харьков, Российская империя  — 6 апреля 1963, Беркли, Калифорния, США) — американский астроном, один из крупнейших астрофизиков XX века. Директор Йеркской обсерватории в 1932—1947 годах.
Член Национальной академии наук США (1937), Лондонского королевского общества (1954).
Президент Американского астрономического общества в 1946—1949 годах. Президент Международного астрономического союза (1952—1955), главный редактор журнала «Astrophysical Journal» (1932-1947).

## Биография

### Первые годы
Отец Отто Струве принадлежал к династии астрономов из рода Струве, мать принадлежала к знаменитому роду математиков Бернулли.
- Отец — астроном Людвиг Оттович Струве
- Дядя — астроном Герман Оттович Струве
- Дед — астроном Отто Васильевич Струве
- Прадед — астроном, основатель и первый директор Пулковской обсерватории Василий Яковлевич Струве (дед политического деятеля и философа Петра Бернгардовича Струве).

Отто Струве в 1909 году поступил в Третью Харьковскую императорскую гимназию и окончил её с золотой медалью. В 1915 году поступил на первый курс физико-математического факультета Харьковского университета. Его отец, известный астроном Людвиг Струве почти 25 лет возглавлял Харьковскую обсерваторию

### Участник Первой мировой войны

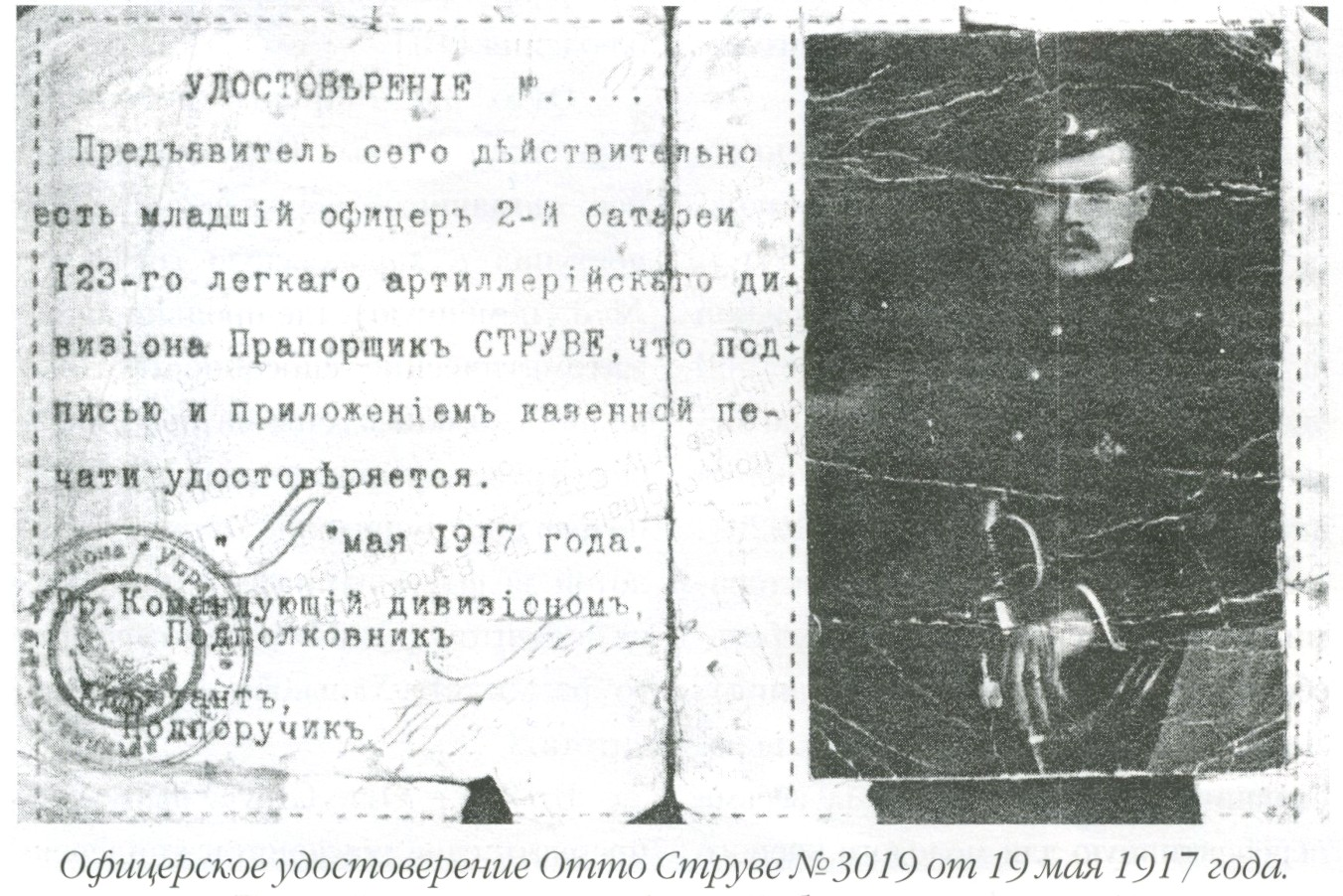
Офицерское удостоверение русского прапорщика Отто Струве. 19 мая 1917 года. Первая мировая война. Кавказский фронт.

В 1916 году Отто Струве вынужден был прервать своё обучение в университете и по совету отца, не дожидаясь мобилизационной повестки, 1 июня 1916 года поступил на ускоренный курс обучения в Михайловское артиллерийское училище в Петрограде. 15 февраля 1917 года вместе со своим выпуском произведён в прапорщики, со старшинством с 1 ноября 1916 года, с зачислением по полевой лёгкой артиллерии. Отправлен на Турецкий (Кавказский) фронт, куда прибыл 1 марта 1917 года. Зачислен во 2-ю батарею 123-го артиллерийского дивизиона. 20 мая 1917 года перезачислен во 2-ю бригаду этой же части. За боевые заслуги произведён в подпоручики и назначен 15 июня 1917 года командиром отдельного взвода артиллерийской батареи, а 10 ноября 1917 года досрочно произведён в подпрапорщики. В марте 1918 года с подписанием большевиками Брест-Литовского мира демобилизован и возвратился в Харьков.

### В Харьковском университете

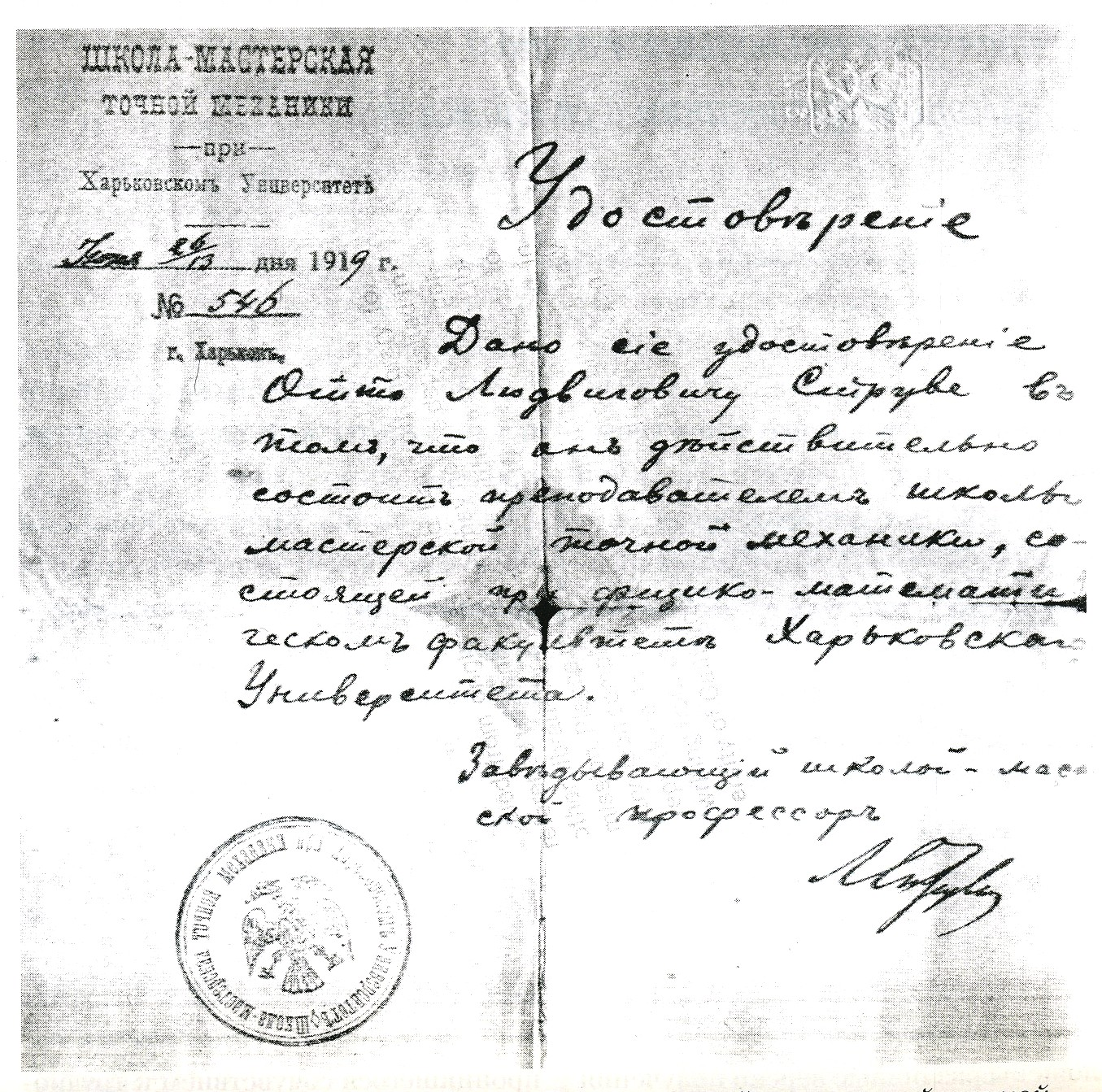
Харьковское университетское удостоверение Отто Струве, 1919 год

В Харькове Струве вернулся к прерванному обучению. Он сдал экзамены за полный курс обучения, получил диплом 1-й степени и предложение остаться в университете для подготовки к профессорскому званию. С 26 июня 1919 года состоит преподавателем школы-мастерской точной механики при физико-математическом факультете Харьковского университета.

### Участник Белого движения
С приходом в июне 1919 года в Харьков отрядов Добровольческой армии генерала Антона Деникина офицер-артиллерист Струве вступил в её ряды. Позже в своих воспоминаниях, опубликованных в 1959 году, он назовёт этот поступок наибольшим актом самопожертвования в своей жизни. Он писал:

Я, безусловно, не сомневался, что придёт время, когда русские люди признают, что патриотизм являлся не исключительной привилегией тех, кто сражался на победившей стороне.

Американские историки науки пишут, что «очень мало известий дошло до нас об участии Отто Струве в Русской гражданской войне»
В материалах Калифорнийского университета (Банкрофская библиотека, личный фонд Отто Струве) хранятся материалы личного дела подпоручика Дроздовской артиллерийской бригады Оттона Людвиговича Струве. В них указано: «против большевиков с 26 июня 1919 года… Ранен в руку под селом Головкино 26 июля 1919 года, остался в строю».
Отто Струве был эвакуирован из Крыма в составе частей Русской армии в ноябре 1920 года.

### Эмиграция и научная работа в США
Осенью 1921 года Отто Людвигович приехал в Нью-Йорк. Работал ассистентом в Йеркской обсерватории, одновременно учился и в 1923 году получил докторскую степень в Чикагском университете.
В 1927 году стал гражданином США.
С 1932 до 1947 года — профессор астрофизики Чикагского университета.
С 1932 по 1947 год занимал пост главного редактора журнала «Astrophysical Journal» и был одним из его авторов.
С 1932 по 1947 год — директор Йеркской обсерватории. Впоследствии, после проведения кропотливой работы по планировке и строительству обсерватории Макдональд, возглавил и этот научный центр (1939—1947).
В 1944 году награждён Золотой медалью Лондонского королевского астрономического общества, став четвёртым на протяжении 118 лет представителем своей династии, получившим эту награду. Активно поддерживал научные контакты с советскими астрономами.
В 1947 году возглавил астрономическое отделение Калифорнийского университета в Беркли, в 1950—1959 гг. руководил Лейшнеровской обсерваторией при этом университете. Был первым директором Национальной радиоастрономической обсерватории США в Грин-Бэнке.
Вице-президент (в 1948—1952) и президент (в 1952—1955) Международного астрономического союза, член многочисленных зарубежных астрономических обществ и академий наук.
Скончался от цирроза печени (последствия гепатита) в общественном госпитале Алта Бэйтс города Беркли 6 апреля 1963 года, на 66-м году жизни. 8 апреля 1963 года останки О. Л. Струве были кремированы.

## Научная карьера
Основные научные работы Струве относятся к звёздной спектроскопии. На протяжении многих лет учёный занимался изучением спектрально-двойных звёзд. Наиболее известны его работы по звёздам β Лиры, 27 и 29 Большого Пса, ε Возничего, VV Цефея, звёздам типов W Большой Медведицы и β Большого Пса. Струве нашёл эмпирическую зависимость «период вращения звезды — амплитуда лучевой скорости», что позволило оценить среднее значение суммы масс этих звезд и получить критерий их отличия от короткопериодических цефеид. В 1929 году совместно с Г. А. Шайном разработал метод определения скорости осевого вращения звезд, нашёл скорости вращения большого количества звёзд. Показал, что у быстро вращающихся звёзд происходит истечение вещества из экваториальных областей, что приводит к образованию оболочек и колец. Совместно с К. Т. Элви установил существование систематической зависимости между спектральным типом звезды и скоростью осевого вращения.
Одним из первых исследовал диффузное вещество в Галактике. Анализируя межзвёздные линии ионизованного кальция, в 1929 году совместно с Б. П. Герасимовичем оценил плотность межзвёздного вещества и установил, что оно принимает участие во вращении Галактики и составляет 1 % полной массы звёзд в единице объёма.
Совместно с К. Т. Элви в 1937—1938 годах разработал и впервые построил в обсерватории Макдональд небулярный спектрограф. С его помощью обнаружил водород в межзвёздном пространстве, сфотографировав слабые межзвёздные эмиссионные линии Бальмера в областях, концентрирующихся к плоскости Млечного Пути.
Совместно с Э. Фростом и С. Д. Барреттом определил параметры движения Солнца среди звёзд по лучевым скоростям 368 B-звёзд.
Подготовил вместе с Маргерит Хак четырёхтомную серию сборников «Звёздная спектроскопия», изданную Хак уже после его смерти. Совместно с Григорием Шайном разработал метод определения скорости осевого вращения звёзд, нашёл скорости вращения большого числа звёзд. В 1952 году Струве выдвинул идею обнаружения экзопланет с помощью доплеровской регистрации колебаний звезды под действием притяжения экзопланет. Метод получил название доплеровской спектроскопии. Методика Струве позволила Александру Вольщану и Дейлу Фрейлу в 1992 году достоверно обнаружить первую в истории экзопланету.

## Научные труды
В 1950—1960-х годах в СССР были опубликованы переводы нескольких книг О. Л. Струве: «Эволюция звёзд. Данные наблюдений и их истолкование» (1954), «Элементарная астрономия» (1967), «Астрономия XX века» (1968).
- Эволюция звёзд. Данные наблюдений и их истолкование. — Москва: Издательство «Иностранная литература», 1954. — 285 с. (Stellar Evolution: An Exploration from the Observatory, 1950 / перевод А. Г. Массевича)
- The Astronomical Universe. Eugene, Oregon: Oregon State System of Higher Education, 1958. 55 pp.
- With B. Lynds and H. Pillans. Elementary Astronomy. New York: Oxford University Press, 1959. 396 pp. («Элементарная астрономия», совместно с Б. Линде и X. Пилланс, пер. И. С. Щербиной-Самойловой под. редакцией С. А. Каплана 1964 года)
- With V. Zebergs. Astronomy of the 20th Century. New York and London: Macmillan. 544 pp., 1962 («Астрономия XX века», 1962 г.; совместно с В. Зебергс, пер. 1968 год)
- With M. Hack. Stellar Spectroscopy: Normal Stars. Trieste, Italy: Osservatorio Astronomico di Trieste, 1969. 203 pp.
- With M. Hack. Stellar Spectroscopy: Peculiar Stars. Trieste, Italy: OsservatorioAstronomico di Trieste, 1970. 317 pp.

## Награды, премии, звания
- 1944 — награждён Золотой медалью Лондонского королевского общества. Эта награда стала четвёртой медалью династии астрономов Струве: Вильгельм Яков (прадед) получил награду в 1826 году, Отто Вильгельм (дед) — в 1850 году, Карл Герман (дядя) — в 1903 году[21]. Награду Струве в 1944 году не смог получить, поскольку не присутствовал на заседании из-за военных действий. Золотая медаль была передана профессором Е. А. Милном Кэботу Ковиллу, первому секретарю посольства США для дальнейшей передачи награждённому[22].
- 1948, 12 марта — Золотая медаль им. Кэтрин Брюс Тихоокеанского астрономического общества[23].
- 1949 — Орден Короны — награда королевского дома Бельгии
- 1950, апрель — медаль им. Г. Дрэйпера Национальной АН США
- 1952 — Мессенджеровские лекции
- 1954, 23 апреля — медаль им. Д. Риттенхауза
- 1954 — премия им. П. Ж. С. Жансена Французского астрономического общества[24]
- 1955 — медаль им. П. Ж. С. Жансена Парижской Академии наук
- 1957 — лекция Генри Норриса Рассела Американского астрономического общества

## Память
- Кратер на обратной стороне Луны в 1964 году назван в честь О. Л. Струве[25][26].
- Малая планета (астероид 2227) получила название «Otto Struve»[26][27].
- Действующему телескопу обсерватории Мак-Доналд в 1966 году присвоено имя Отто Струве[26].

## Членство в научных организациях
- Иностранный член Королевского астрономического общества в Лондоне (12.06.1942)
- Иностранный член Датской королевской академии наук (1946, май)
- Иностранный член Гарлемской Академии наук, Амстердам (Голландия) (29.04.1950)
- Член Норвежской академии наук, г. Осло (20.03.1953)
- Почётный член Эдинбургского королевского общества (Шотландия) (1953, июль)
- Почётный член Канадской академии наук (15.01.1954)
- Почётный член Королевского астрономического общества Новой Зеландии (11.02.1954)
- Иностранный член Лондонского королевского общества (29.04.1954)
- Член Калифорнийской Академии наук, г. Сан-Франциско (1956, октябрь)
- Иностранный член Шведской королевской академии наук (1956, ноябрь)
- Иностранный член Королевской академии наук и искусств Бельгии (15.06.1957)
- Член-корреспондент Французской академии наук (1958, декабрь)
- Почётный доктор Калифорнийского университета, г. Беркли (1960, июнь)
- Почётный член Королевского общества искусств, г. Лондон (1960, июль)
- Почётный член Калифорнийской академии наук, г. Сан-Франциско (1960, октябрь)

Отто Струве являлся членом Академий наук Франции, Бельгии, Великобритании, США, Канады, Новой Зеландии; почётным доктором девяти крупнейших университетов мира, таких как Копенгагенский (1946), Льежский (1948), Пенсильванский (1956), Калифорнийский (1961), Кильский (1960), Уэстлианский (1960), Национальный университет Мексики (1951), Национального университета, Ла-Плата (1960).

## Общественная деятельность
- Секретарь в Комитете помощи русским астрономам (отделение American Relief Administration) (1922)
- Постоянный член Международного Совета по образованию при Маунт-Вилсоновской обсерватории (1926)
- Член Фонда Гуггенхейма при Кембриджском университете (1928)
- Главный редактор «Astrophisical Jornal» (1932—1947)
- Представитель Американского астрономического общества в секции физических наук Национального научного совета США (1936)
- Вице-президент Американской Ассоциации перспективных наук (1943)
- Редактор реферативного издания «Astronomical News Lettrs» (1944)
- Президент Американского астрономического общества, г. Колумбус (1946—1949)[28]
- Президент Тихоокеанского астрономического общества, г. Сан-Франциско (1951—1952)
- Президент Американского философского общества, г. Филадельфия (1951—1953)
- Вице-президент Международного астрономического союза (1948—1952)[28]
- Президент Международного астрономического союза (1952—1955)[28]
- Председатель астрономической секции Национальной академии наук США (1953—1956)
- Консультант Национального совета по исследованиям США (июль, 1954)
- Член Распределительного комитета математических, физических и технических наук при Национальном научном совете и Национальном научном фонде США (1954—1956)
- Председатель Фулбрайтовского исследовательского комитета (1955—1956)
- Глава Совета попечителей Ассоциации университетов (1957—1959)
- Член Комитета Фонда Лоуренса Смита при Национальном научном фонде (1957—1959)
- Член Попечительского комитета по радиоастрономическому проекту (1957)
- Научный консультант Ассоциации университетов по исследованиям в области астрономии (1958)
- Член Комитета по физическим наукам (1958—1959)
- Председатель Комитета Фонда Лоуренса Смита при Национальном научном фонде (1959—1962)
- Член Гарвардского наблюдательного комитета в области астрономии (1960, июнь — 1962)

## Семья
В мае 1925 года женился на Мэри Марте Лэннинг (?— 05.08.1966). Детей не имел.